# تشاروق داش
تشاروق داش (بالإنجليزية: Charuq Dash)‏ هي قرية تقع في أردبيل في إيران. يقدر عدد سكانها بـ 42 نسمة .